# Santi Angeli
Santi Angeli (Santi Angei in veneto) è un centro abitato della provincia di Treviso, diviso tra i comuni di Giavera del Montello (che lo considera frazione), Nervesa della Battaglia (che lo classifica come località) e Volpago del Montello (che lo classifica come località).
La piccola borgata sorge sul versante settentrionale del Montello, lungo la presa VIII (via Eligio Porcu).

## Storia
Come gli altri villaggi del Montello, anche Santi Angeli ha una storia recente poiché, fino alla caduta della Repubblica di Venezia, l'intera collina era preclusa all'insediamento umano per poterne salvaguardare il prezioso bosco di roveri. I primi centri abitati comparvero solo nel corso dell'Ottocento, in particolare dopo la legge Bartolini del 1892 che assegnava appezzamenti alle famiglie indigenti.
Fu una delle località maggiormente colpite dalla Grande Guerra di cui restano numerose testimonianze monumentali e nel toponimo Valle dei Morti, riferito a una vicina dolina in cui infuriarono i combattimenti.

## Monumenti e luoghi d'interesse

### Cippo al capitano Porcu
Localizzata nei pressi del centro, si tratta di una semplice lapide eretta dove il 16 giugno 1918 la medaglia d'oro al valor militare Eligio Porcu si tolse la vita per non cadere prigioniero dei soldati nemici.

### Monumento al generale Pennella
Posto più a nord del paese, lungo la strada dorsale, è costituito da blocchi di conglomerato sui quali poggia il busto del generale Giuseppe Pennella, comandante dell'VIII Armata che difese il Montello durante la battaglia del Solstizio. L'opera è dello scultore trevigiano Memi Botter.

### Pista da Motocross
L'impianto sportivo attivo fin dagli anni '70 raccoglie appassionati per eventi e fornisce corsi di formazione per giovani piloti.

## Eventi

### Tradizionale sagra patronale
Il villaggio si anima in particolare tra la fine del mese di settembre e l'inizio di ottobre, in concomitanza con la festa patronale dei Santi Angeli Custodi (2 ottobre). In tale occasione si svolge una sagra caratteristica che termina tradizionalmente il lunedì sera, con la cena di inizio autunno. Caratteristica peculiare della sagra è l'utilizzo in grandi quantità (circa 21 quintali nel 2023) della patata del Montello, rigorosamente pelate a mano dai volontari, per la preparazione degli gnocchi e delle patatine fritte, che riscuotono molto successo di pubblico e critica.